# 신성훈
신성훈(1984년 ~2025년)은 대한민국의 대학교수, 영화감독이다. 2001년 영화 '파라다이스 빌라'로 데뷔했다.
2024년 6월 4일 기준 "혼자 떠난다" 글 남기고 잠적한 사실이 밝혀졌다.
2024년  6월 6일 "'짜장면 고맙습니다'와 '신의 선택' 조연출로 참여한 감독의 신고로 사망 사고를 막았다.

## 방송
- 아침마당 (2009)
- 내 생애 마지막 오디션 (2012) - Top24
- 연애하는 날 (2017) - 박동규 역

## 도서
- 천개의 우산(고아원에 버려진 아이가 대중가수로 당당하게 성장한 리얼 스토리) (2017)
- 화려한 실패 (2018)
- 동기

## 작사/작곡
- 대한민국을 빛낸 자랑스런 국민대상 대중문화예술부문 단편영화 최우수상 (2022)
- 제8회 대한민국스타예술대상 10대 예술인상 (2022)
- 대한민국 최우수 문학대상 영화부문 단면 시나리오 부분 수상 (2022)
- 제30회 대한민국문화연예대상 단편시나리오상 (2022)
- 국제언론인협회 단편영화 우수격려작품상 (2022)
- 제6회 한중국제단편영화제 시나리오 격려작품 (2022)
- 제2회 한중국제영화제 한중국제단편영화제 부문 신인감독상 (2018)
- 대한민국 문화연예 대상 성인가요 남자부문 인기상 (2012)
- KBSN 연예예술상 성인가요 남자부문 신인상 (2013)
- 제3회 워싱턴DC한국영화제 단편 다큐멘터리 시나리오 상 (2018)
- 한국을 빛낸 빅스타인물대상 신인감독상 (2020)
- 글로벌인물대상 모범가수상 (2020)
- 한류스타문화대상 가수 부문 우수상 (2020)
- 제2회 한중국제영화제 단편영화제 신인감독상 (2018)
- 한류문화대상 J POP 일본가수상 (2018)
- 제17회 일본치바아트어워즈 J POP부문 신인상 (2018)
- 제26회 대한민국문화연예대상 한류부문 신인상 (2018)
- 나고야 마츠리 문화 어워즈 아티스트 라이브상 (2018)
- 도쿄 이케부쿠로 페스티벌 어워즈 한국 아티스트상 (2018)
- 제25회 대한민국문화연예대상 영화부문 남자 신인상 (2017)
- 국제 케이스타 어워즈 드라마 부문 신인상 (2017)
- 대한민국문화예술대상 대중가요 부문 우수상 (2017)
- 제7회 대한민국 다문화예술대상 가요부문 모범가수상 (2017)
- 대한민국 나눔국민대상 인적부문 (2014)
- 글로벌아티스트어워즈 케이팝 부문 신인상 (2016)
- 대한민국스타예술대상 대중음악 부문 신인상 (2016)
- 한중문화스타어워즈 라이징 스타상 (2016)
- 케이팝 뮤직 어워드 신인상 (2016)
- 대한민국스타예술대상 영화부문 신인상 (2015)
- 제1회 나눔실천대상 연예부문 대상 (2013)
- 제4회 대한민국 충효대상 방송문화가요부문 대상 (2013)
- 한국 재능나눔대상 감동대상 (2013)
- 2022 제8회 Los Angeles Film Awards 숏필름부문 디렉터상 (짜장면, 고맙습니다)(감독)
- 2022 제8회 Los Angeles Film Awards 로맨스 필름상 (짜장면, 고맙습니다)(감독)
- 2022 제8회 Los Angeles Film Awards 숏츠부문 시나리오 콘테스트상 (짜장면, 고맙습니다)(감독)
- 2022 할리우드 월간 영화제 11월 드라마 숏츠 (짜장면, 고맙습니다)(감독)
- 2022 할리우드 월간 영화제 12월 드라마 숏츠 (짜장면, 고맙습니다)(감독)
- 2022 제2회 일본 도쿄영화상 베스트 숏필름상 (짜장면, 고맙습니다)(감독)
- 2022 제2회 일본 도쿄영화상 베스트 디렉터상 (짜장면, 고맙습니다)(감독)
- 2022 제2회 일본 도쿄영화상 베스트 드라마상 (짜장면, 고맙습니다)(감독)
- 2022 제30회 대한민국문화연예대상 단편영화 작품상 (짜장면 고맙습니다)(감독)
- 2022 골든 하버스트 필름 페스티벌 스페셜상 (짜장면, 고맙습니다)(감독)
- 2022 OBS 독특한 연예뉴스 희망 멘토상
- 2022 캐나다 국제 영화제 아카데미 베스트 단편영화상 (짜장면 고맙습니다)(감독)
- 2022 로마프리즈마영화상 베스트 단편영화상 (짜장면 고맙습니다)(감독)
- 2022 스웨덴 영화상 베스트 시네마숏 필름상 (짜장면, 고맙습니다)(감독)
- 2022 스웨덴 영화상 베스트 디렉터 숏 필름상 (짜장면, 고맙습니다)(감독)
- 2022 스웨덴 영화상 베스트 단편영화상 (짜장면, 고맙습니다)(감독)
- 2022 골든 하버스트 필름 페스티벌 베스트 단편영화상 (짜장면, 고맙습니다)(감독)
- 2022 제2회 로열 소시티 오브 영화상 장애인 영화상 (짜장면, 고맙습니다)(감독)
- 2022 제13회 LA웹페스트 베스트 작품상 (짜장면, 고맙습니다)(감독)
- 2022 컬트 비평가 영화상 Film On Disability Issue (짜장면, 고맙습니다)(감독)
- 2022 컬트 비평가 영화상 Short films Outstanding Achievement Award (짜장면, 고맙습니다)(감독)
- 2022 제1회 크리스찬 조지아 필름 페스티벌 베스트 단편영화상 (짜장면, 고맙습니다)(감독)
- 2022 제5회 버진 스프링 씨네 페스트 베스트 단편영화상 (짜장면, 고맙습니다)(감독)
- 2022 제5회 버진 스프링 씨네 페스트 베스트 감독상 (짜장면, 고맙습니다)(감독)
- 2022 제5회 버진 스프링 씨네 페스트 로맨스 영화상 (짜장면, 고맙습니다)(감독)
- 2022 제5회 버진 스프링 씨네 페스트 시나리오상 (짜장면, 고맙습니다)(감독)
- 2022 제3회 루이스 부누엘 영화제 장애인 영화상 (짜장면, 고맙습니다)(감독)
- 2022 제3회 루이스 부누엘 영화제 최우수 감독상 (짜장면, 고맙습니다)(감독)
- 2022 제3회 루이스 부누엘 영화제 베스트 시나리오상 (짜장면, 고맙습니다)(감독)
- 2022 제3회 루이스 부누엘 영화제 로맨스 영화상 (짜장면, 고맙습니다)(감독)
- 2022 제1회 나이트 오브 더 릴 어워즈 장애인 영화 대상 (짜장면, 고맙습니다)(감독)
- 2022 제1회 나이트 오브 더 릴 어워즈 로맨틱 단편 대상 (짜장면, 고맙습니다)(감독)
- 2022 골든 펀 필름어워즈 감독상 (짜장면, 고맙습니다)(감독)
- 2022 할리우드 블루버드 영화제 베스트 감독상 (짜장면, 고맙습니다)(감독)
- 2022 할리우드 블루버드 영화제 베스트 드라마상 (짜장면, 고맙습니다)(감독)
- 2022 제10회 마운틴뷰 국제 영화제 로맨스 영화 부문 대상 (짜장면, 고맙습니다)(감독)
- 2022 제10회 마운틴뷰 국제 영화제 단편영화 부문 비평가들의 선택상 (짜장면, 고맙습니다)(감독)
- 2022 제10회 마운틴뷰 국제 영화제 장애에 관한 영화 부문 비평가들의 선택상 (짜장면, 고맙습니다)(감독)
- 2022 제3회 타고레 국제영화제 장애인영화부문 공로상 (짜장면 고맙습니다)(감독)
- 2022 제3회 타고레 국제영화제 최우수 감독상 (짜장면 고맙습니다)(감독)
- 2022 제3회 타고레 국제영화제 단편영화부문 공로상 (짜장면 고맙습니다)(감독)
- 2022 골든 펀 필름어워즈 Monthly Winner Romantic Short Winner (짜장면, 고맙습니다)(감독)
- 2022 골든 펀 필름어워즈 Monthly Winner Films On Disability Issue 비평가들의 선택상 (짜장면, 고맙습니다)(감독)
- 2022 골든 펀 필름어워즈 Monthly Winner 단편영화 비평가들의 선택상 (짜장면, 고맙습니다)(감독)
- 2022 대한민국 최우수 문학대상 단편영화시나리오부문대상 (짜장면, 고맙습니다)(감독)
- 2022 제30회 대한민국문화연예대상 단편시나리오상 (짜장면, 고맙습니다)(감독)
- 2022 대한민국을 빛낸 자랑스런 국민대상 대중문화예술부문 단편영화 부문 최우수상
- 2022 제8회 대한민국 스타예술대상 10대 예술인상
- 2022 제6회 한중국제단편영화제 시나리오 격려작품 (짜장면, 고맙습니다)(감독)
- 2022 제3회 베티아국제영화제’ ‘베스트 숏필름상 ’(짜장면, 고맙습니다)(감독)
- 2022 제3회 베티아국제영화제 ‘베스트 스토리상’ (짜장면, 고맙습니다)(감독)
- 2022 제3회 베티아국제영화제 ‘베스트 시나리오상’ (짜장면, 고맙습니다)(감독)
- 2022 제5회 미국 오디세이 페스트 ‘숏필름상’ (짜장면, 고맙습니다)(감독)
- 2022 제23회 대한민국문화예술대상 ‘올해의 감독상’
- 2023 제1회 국제스타영화제 감독상 (짜장면, 고맙습니다)(감독)
- 2023 제4회 루이스 부누엘 메모리얼 어워즈 특별상 (짜장면, 고맙습니다)(감독)
- 2023 제12회 할리우드 저스트4 숏츠 필름 단편영화상 (짜장면, 고맙습니다)(감독)
- 2023 제7회 마이애미 웹페스트 베스트 트레일러상 (짜장면, 고맙습니다)(감독)
- 2023 제1회 국제스타영화제 감독상 (짜장면, 고맙습니다)(감독)
- 2023 제4회 루이스 부누엘 메모리얼 어워즈 특별상 (짜장면, 고맙습니다)(감독)  2023 제11회 LA Shot's Film Festival ‘베스트 감독상’ (짜장면, 고맙습니다)(감독)
- 2023 제11회 LA Shot's Film Festival ‘베스트 작품상’ (짜장면, 고맙습니다)(감독)
- 2023 제11회 숏 필름즈 베스트 작품상 (짜장면, 고맙습니다)(감독)
- 2023 제11회 숏 필름즈 베스트 감독상 (짜장면, 고맙습니다)(감독)
- 2023 제14회 LA웹페스트 ‘베스트 다큐멘터리상 (우리, 할리우드 간다)(감독)
- 2023 할리우드 월간 영화제 8월호 영화 (신의선택)(감독)
- 2023 할리우드 월간 영화제 8월호 드라마 (미성년자들)(극본, 연출)
- 2023 파나마 시리즈 웹 어워즈 영화 (신의선택)(감독)
- 2023 컬트 배심원 축제 드라마 (미성년자들)(극본, 연출)
- 2023 시리즈 웹 어워즈 최우수 감독상 (미성년자들)(연출, 극본)
- 2023 시리즈 웹 어워즈 최우수 감독상 (신의선택)(감독)
- 2023 키네코 국제 TV시리즈&영화제 베스트 드라마상 (미성년자들)(극본, 연출)
- 2023 캘커타 헤리티지 필름 어워드 베스트 모바일 드라마상 (미성년자들)(극본, 연출)
- 2023 파나마 시리즈 페스티벌 베스트 디렉터상 (미성년자들)(극본, 연출)
- 2023 파나마 시리즈 페스티벌 베스트 웹 시리즈상 (미성년자들)(극본, 연출)
- 2023 컬트 배심원 TV&영화 축제 베스트 드라마상 (미성년자들)(감독)
- 2023 싱가포르 국제 콩쿠르 베스트 드라마상 (미성년자들)(극본, 연출)
- 2023 제2회 아프리카 무비 아카데미 어워즈 베스트 리얼 다큐멘터리 작품상 (우리, 할리우드 간다)
- 2023 제2회 인도 국제 파노라마 영화제 베스트 네러티브 단편영화상 (짜장면 고맙습니다)(감독)
- 2023 제2회 인도 국제 파노라마 영화제 베스트 감독 단편영화상 (짜장면 고맙습니다)(감독)
- 2023 제2회 인도 국제 파노라마 영화제 베스트 퍼스트 단편영화상 (짜장면 고맙습니다)(감독)
- 2023 할리우드블루버드영화제 최우수 감독상 (신의선택)(감독)
- 2023 할리우드블루버드영화제 최우수 각본상 (신의선택)(감독)
- 2023 방콕타이국제영화제 최우수감독상 (신의선택)
- 2023 런던디렉터어워즈 독립영화부문 신인감독상 (신의선택)
- 2023 할리우드블루버드영화제 최우수 각본상 (신의선택)(감독)
- 2023 방콕타이국제영화제 최우수감독상 (신의선택)
- 2023 사트지요국제영화제 특별상 (신의선택)(감독)
- 2023 라즈기르국제영화제 베스트 외국인 감독상 (신의선택)(감독)
- 2023 라즈기르국제영화제 베스트 드라마틱상 (신의선택)(감독)
- 2023 제31회 대한민국문화연예대상 독립영화 감독상 (신의선택)(감독)
- 2023 박스오피스어워즈 최우수 감독상 (신의선택)(감독)
- 2023 중국그린국제영화제 최우수 감독상 (신의선택)(감독)
- 2023 제2회 프라하골든리본국제영화제 최우수 감독상 (신의선택)(감독)
- 2023 할리우드블루버드영화제 최우수 감독상 (신의선택)(감독)
- 2024  제8회 로스엔젤레스스트립트어워즈 장편 각본상 (우리 딸)(감독)
- 2024 아쇼카국제영화제 외국영화필름상 (신의선택)(감독)
- 2024 아쇼카국제영화제 베스트 드라마틱상 (신의선택)(감독)
- 2024 일본온라인국제영화제 베스트 작품상 (신의선택)(감독)
- 2024 다이렉트월간온라인영화제 베스트 감독상 (신의선택)(감독)
- 2023 제8회 할리우드웹시리즈 베스트 숏츠상 (신의선택)(감독)
- 2023 제3회 할리우드 인디아이 필름어워즈 베스트 감독상 (짜장면 고맙습니다)(감독)
- 2023 인도 나와다국제영화제 명예로운 게스트상 (신의선택)(감독)
- 2024 할리우드인디필름어워즈 베스트 감독상 (짜장면 고맙습니다)(감독)
- 2024 파리 필름 아티스크립트 어워즈 베스트 스크립트상 (빛나라 인생아)(각본)
- 2024 제15회 LA웹페스트 (신의선택) (베스트 감독상 숏츠)
- 2024 제4회 시리나라얀국제영화제 베스트 작품상 (신의선택)(감독)
- 2024 제5회 195컨트리즈 필름 페스티벌 (베스트 스토리상) (신의선택) (감독)
- 2024 제5회 195컨트리즈 필름 페스티벌 베스트 쇼츠 필름 디렉터상 (신의선택) (감독)
- 2024 제5회 루이스 부누엘 메모리얼 어워즈 (베스트 작품상) (신의선택) (감독)
- 2024 제10회 대한민국스타예술대상 올해의 영화 감독상
- 2024 제10회 대한민국스타예술대상 영화 감독상 (짜장면 고맙습니다)
- 2024 걸리 국제 영화제 베스트 작품상 (신의선택)
- 2024 로스앤젤레스 스크립트 어워즈 드라마TV부문 베스트 극본상 (빛나라 인생아)
- 2024 할리우드인디필름어워즈 베스트 감독상 (짜장면 고맙습니다)(감독)
- 2024파리 필름 아티 스크립트 어워즈 베스트 스크립트상 (’드라마‘ 빛나라 인생아)(극본)
- 2024 제10회 서울웹페스트 베스트 감독상 (짜장면 고맙습니다)
- 2024 제10회 뉴욕스크립트어워즈 베스트 스크립트상 드라마 부문 극본상 (빛나라 인생아)
- 2024 제15회 코리아드라마어워즈 숏폼 드라마 은상 (신의선택: The Drama)(감독)
- 2024 제6회 칸 국제 각본상 어워즈 TV드라마 시리즈 평론가상 (빛나라 인생아)
- 2024 제10회 서울웹페스트 베스트 감독상 (짜장면 고맙습니다)
- 2024 제32회 대한민국문화연예대상 작품상 (미성년자들)(감독, 연출, 각본)
- 2024 제32회 대한민국문화연예대상 독립영화 우수 감독상 (미성년자들)(감독, 연출, 각본)
- 2024 제1회 서울한강국제영화제 특별상 (신의선택)(감독, 연출, 각본)
- 2024 제5회 나와다국제영화제 감독상 (신의선택)(감독, 각본)
- 2024 제6회 칸 국제 각본상 어워즈 TV드라마 시리즈 평론가상 (빛나라 인생아)(극본)
- 2025 걸리국제영화제 (짜장면 고맙습니다)(감독,각본,연출)
- 2025 인도 싸트지요 국제영화제 심사위원 특별상 (짜장면 고맙습니다)(감독,각본,연출)
- 2025 인도 싸트지요 국제영화제 최고의 작품상 (짜장면 고맙습니다)(감독,각본,연출)
- 2025 인도 싸트지요 국제영화제 베스트 작품상 (짜장면 고맙습니다)(감독,각본,연출)
- 2025 인도 싸트지요 국제영화제 베스트 감독상 (짜장면 고맙습니다)(감독,각본,연출)
- 2024 대한민국문화예술대상 올해의 효행상  2024 대한민국문화예술대상 올해의 감독상 (미성년자들)(감독 ,연출, 각본)